# Ambrose William Warren
Pour les articles homonymes, voir Warren.
Ambrose William Warren (c. 1781 — 1856) est un graveur britannique.

## Biographie
Ambrose William Warren naît en 1780, ou en 1781,. D'anciennes sources en font le fils de Charles Turner Warren, mais les plus récentes prétendent qu'il s'agit de son frère,.
Il pratique la gravure au trait « avec talent »,. Il illustre plusieurs ouvrages comme le Stafford Gallery, le Book of the Cartoons, the Gem (1830–1831), ainsi que Ancient Marbles in the British Museum. Ses plus importantes planches individuelles sont The Beggar's Petition (1827), d'après William Frederick Witherington (en) et The New Coat (1832), d'après David Wilkie.
Ambrose William Warren meurt en 1856.

## Conservation
- Australie
  - Galerie nationale d'Australie, Canberra[7]

- États-Unis

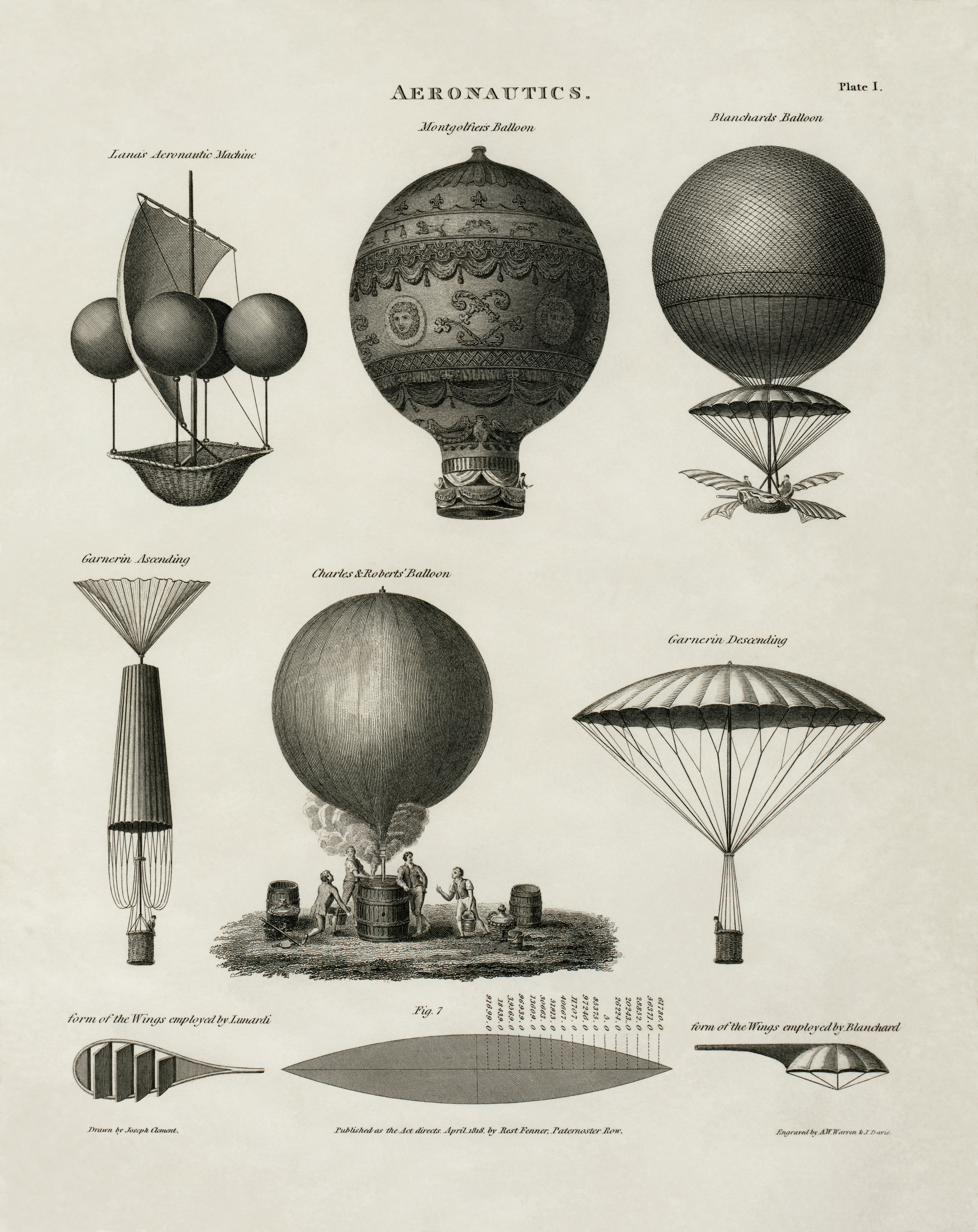
Aeronautics (1818, Library of Congress).

  - Metropolitan Museum of Art, New York[8]
  - Library of Congress, Washington D.C.[9]

- Royaume-Uni
  - Royal Academy, Londres[1]
  - British Museum, Londres[4]
  - Victoria and Albert Museum, Londres[10]